# ブラックイーグルス
ブラックイーグルス（朝鮮語：블랙이글스、英称：Black Eagles）は、大韓民国空軍本部直轄第53特殊飛行戦隊隷下の曲技飛行隊。江原道原州市にある原州空軍基地を拠点に活動している。

## 歴史

### 創設
1953年、韓国空軍初の特殊飛行試験がP-51戦闘機で実施される。同年10月1日には停戦に伴う国軍の日の関連行事の一環として泗川飛行場でP-51戦闘機4機による編隊飛行や特殊飛行および対地攻撃を初めて公開した。その後、1954年から1958年までは毎年国軍の日に、漢江上空で特殊飛行を実施していた。

### 再編成
1962年、「ブルーセイバー」のチーム名でF-86戦闘機を装備し、同年10月2日に漢江上空にて本格的なエアーショー的性格を備えた曲技飛行を披露した。翌1963年から1966年まで、毎年10月には漢江と韓国各地にて飛行展示する。
1967年、F-5A戦闘機の導入に伴い「ブラックイーグル・チーム」が結成される。これは国軍の日のために3から4ヶ月間のみの臨時編成で常設ではなかったが、現在のブラックイーグルスの原型となった。これ以降、1978年まで活動する。
1978年、機体の老朽化に伴う新機種選定までの間、活動は中断される。

### 3回目の編成
1994年12月12日、空軍参謀総長の指示により韓国唯一のアクロバットチームとして第8戦闘航空団第238飛行大隊第2飛行隊ブラックイーグルスが再編成された。装備機種はA-37B軽攻撃機であった。活動休止期間が長かったため、アメリカ軍のアクロバットチームや航空自衛隊のブルーインパルスに人員を派遣してノウハウを取得した。以降、1995年の光復50周年や1996年のソウルエアショーなど各種行事に参加する。1998年5月8日、訓練飛行中に2機が空中で衝突しチームリーダーのパイロットが殉職。1999年4月1日、正式に第239特殊飛行隊ブラックイーグルスとして独立する。2005年5月5日の祝賀飛行中に1機のA-37Bが墜落しパイロットが殉職した。
2007年10月21日のソウルエアショーで最終飛行が実施され、10月31日に第239特殊飛行隊は一時解隊される。空白期の2008年にT-50特殊飛行チームが結成された。
空軍の改編に伴い再編成は2010年に予定されていたが前倒しされ、2009年3月にT-50特殊飛行チームは転換され、8月にT-50Bを8機装備して第239特殊飛行大隊に増設され、9月23日の大韓民国建国60周年記念飛行を実施する。2011年4月にT-50Bの戦力化が完了する。2012年7月1日、ワディントン国際航空ショーにおいて最も的確な飛行を展示したためにベスト・ディスプレイ賞ボーイング・トロフィーを受賞した。7月8日にはイギリス王室主催の世界最大の軍用機の祭典、ロイヤル・インターナショナル・エアタトゥー(RIAT:Royal International Air Tattoo)で、デモ飛行最優秀賞と人気賞を受賞した。同年11月15日、江原道上空を飛行中のところ1機のT-50Bが墜落しパイロットが殉職している。
2014年、ブラックイーグルスは、同年11月に中国で開催される航空ショーに参加する予定だったが、アメリカ側から「使用するT-50の技術が中国に流出する恐れがある」との申し入れを受け、参加取りやめた。
2018年2月6日、シンガポール・エアショー2018にて、ブラックイーグルスの飛行が行われたが、T-50のうち1機が離陸中に出火。滑走路からそれて横転し、操縦者1人が負傷した。

## 運用航空機
| 機種                                    | 生産国         | 機数 | 運用期間        | 備考                                                                            |
| --------------------------------------- | -------------- | ---- | --------------- | ------------------------------------------------------------------------------- |
| ノースアメリカン P-51/F-51マスタング    | アメリカ合衆国 | 4機  | 1953年 - 1954年 | F-51D。国軍の日祝賀飛行任務。                                                   |
| ロッキード T-33シューティングスター     | アメリカ合衆国 | 4機  | 1956年 - 1959年 | T-33A。国軍の日祝賀飛行任務。                                                   |
| ノースアメリカン F-86セイバー           | アメリカ合衆国 | 4機  | 1959年 - 1966年 | F-86F。国軍の日祝賀飛行任務。                                                   |
| ノースロップ F-5フリーダムファイター    | アメリカ合衆国 | 6機  | 1966年 - 1978年 | F-5A/RF-5A。                                                                    |
| セスナ A-37Bドラゴンフライ              | アメリカ合衆国 | 6機  | 1994年 - 2007年 | A-37B。1994年12月12日に特殊飛行隊が編成。2007年、機種転換のために一時改編。     |
| 韓国航空宇宙産業 T-50ゴールデンイーグル | 韓国           | 8機  | 2009年 -        | 2009年、特殊飛行大隊編成。2011年にT-50Bの戦力化が完了（8機運用、2機が予備機）。 |